# Gledališče Giuseppe Tartini
Gledališče Giuseppe Tartini, znano tudi kot »Tartinijevo gledališče«, je gledališče v Piranu in tudi mestna znamenitost.
Načrt za Tartinijevo gledališče je delo tržaških arhitektov Gioachinna Grassija in Giacoma Zamattia, s poslikavo pa je sodeloval še slikar Napoleone Cozzi. Vhodni prostor in gledališka dvorana sta arhitektonsko razkošno urejena v secesijskem slogu in obogatena s štukaturo ter poslikavami.

## Zgodovina
Prvotno je bilo mestno gledališče predvideno na prostoru nekdanje občinske stavbe - mestne hiše oziroma za njo. Zgradili so le novo mestno hišo, prostor, ki je bil predviden za izgradnjo gledališča, pa je ostal nepozidan.
Gledališče na novi lokaciji so slavnostno predali namenu 27. marca 1910, s tragedijo Fedra Umberta Bozzinija. Stari zapisi navajajo ime El cine grando, po velikem piranskem violinistu in skladatelju Giuseppu Tartiniju so ga poimenovali šele kasneje.
Gledališče so piranski meščani uporabljali tudi za predvajanje nemih kinematografskih predstav, pozneje pa je vse bolj dobivalo značaj mestne dvorane, v kateri so organizirali razne kulturne prireditve, pa tudi srečanja in praznovanja.

## Glavna dvorana
Po obodu prostora poteka dvonadstropna galerija na železnih stebrih s pozlačenimi kapiteli. V parterju dvorane je nameščenih 180 sedežev, na balkonu, v ložah in na galeriji pa še 83 sedežev. Sedišč je tako skupaj 263.